# Geometry Wars 3: Dimensions
Geometry Wars 3: Dimensions ist ein Shoot ’em up von Lucid Games, das 2014 von Activision über sein Publishing Label Sierra Games für die Plattformen Windows, Linux, Mac OS, PlayStation 3, PlayStation 4, Xbox 360 und Xbox One veröffentlicht wurde. 2015 folgten Portierungen für die mobilen Plattformen iOS, Android und PlayStation Vita. Es handelt sich um den Nachfolger zu Geometry Wars: Retro Evolved 2.

## Spielprinzip
Geometry Wars 3 ist ein levelbasierter Twinstick-Shooter, in dem der Spieler ein scherenförmiges Raumschiff durch einen zweidimensionalen Raum steuert und gegnerische Objekte abschießt, die als geometrische Figuren dargestellt werden. Für den Abschuss von Gegnern sammelt der Spieler Punkte und Multiplikatoren, mit denen er einen Highscore aufstellen kann. Für die Gesamtleistung innerhalb eines Levels erhält der Spieler außerdem eine Sternebewertung von maximal drei Sternen. Um neue Level freizuschalten, muss zuvor eine bestimmte Sternezahl erreicht werden. Daneben gibt es weitere Spielvarianten, wie einen Pazifistenmodus, in dem man keine Waffen zum Abfeuern hat und die Gegner stattdessen in Fallen locken muss. Eine besondere Variante ist das Spiel auf dreidimensionalen Objekten, z. B. Kugeln oder Pillenformen. Auch wenn das Raumschiff weiterhin nur zweidimensional entlang der Oberfläche der Objekte bewegt wird, sorgt Objektform mit ihren Krümmungen für zusätzliche Herausforderungen beim Erfassen des Spielgeschehens.

## Entwicklung
Im August 2014 kündigte Activision die Wiederbelebung von Sierra als Publishing-Label für alte Firmenklassiker und kleinere Indie-Entwicklungen an. In diesem Zug wurde Geometry Wars 3: Dimensions zusammen mit einem neuen King’s Quest als einer der künftigen Titel bekannt gegeben. Das Team von Lucid Games bestand aus ehemaligen Mitarbeitern von Bizarre Creations, den ursprünglichen Schöpfern der Reihe. 2015 wurde das Spiel mit einem kostenlosen Update zur sogenannten Evolved Edition aufgewertet. Das Update enthielt 40 neue Levels für den Adventure-Modus, neue Bosskämpfe, neue 3D-Gitter-Formen, zwei weitere Superfähigkeiten und einen Hardcore-Modus. Zwischen Mai und Juli 2015 erschienen in kurzen Abständen die Fassungen für iOS, Android und PlayStation Vita.

## Rezeption
Das Spiel erhielt meist positive Kritiken.

„Nahezu perfekter Arcade-Minimalismus und frenetische Action: Geometry Wars ist wieder da! […] Wer einen schnellen PC besitzt, genießt auf über Steam die nahezu perfekte Punktejagd.“

„Richtig neu sind viele Ideen der Dimensions-Kampagne nicht (wie Kenner des Wii-Ablegers Galaxies erkennen werden) – doch zusammen mit den nun „räumlicheren“ Levelkonstrukten ergibt sich ein frischer Reiz. Der Spielablauf ist mir zwar manchmal zu hektisch und die Zielvorgaben zum Erreichen späterer Level unnötig schwer, aber als XL-Zugabe zum (ja auch vorhandenen) klassischen Geometry Wars-Geballere? Immer her damit! Die flotte Twinstick-Action hat sich prima gehalten und sorgt heute noch für launige Vektor-Action.“